# Charte de la mutualité
 (juillet 2025).
Si vous disposez d'ouvrages ou d'articles de référence ou si vous connaissez des sites web de qualité traitant du thème abordé ici, merci de compléter l'article en donnant les références utiles à sa vérifiabilité et en les liant à la section « Notes et références ».
La Charte de la mutualité définit les grands principes de la mutualité française.
Elle est issue de la loi du 1er avril 1898. Elle crée un système mutualiste libéral, en mettant fin au contrôle de l'administration sur les sociétés de secours mutuels.
Si les trois formes de SSM (libres, approuvées, reconnues d'utilité publique) sont conservées, elles peuvent désormais se créer librement, sans agrément de l'administration.
Celle-ci n'a plus qu'un contrôle technique, réduit au domaine de la gestion financière de ces structures, sans que ce contrôle puisse revêtir une dimension politique comme cela avait pu être le cas sous le Second Empire et un « mutualisme impérial ».
Cette loi est la première à attribuer à la mutualité un rôle d'intérêt général, ce qui est le premier pas pour permettre une protection volontaire à laquelle les entreprises et les pouvoir politiques ne peuvent s'opposer.
De surcroît, ces sociétés n'ont plus obligation de s'organiser sur une base strictement communale : des regroupements s'opèrent alors à l'échelle nationale.
Par ailleurs, la Troisième République encourage le développement mutualiste : aucun domaine de la protection sociale ne leur est interdit. Les mutuelles peuvent donc volontairement intervenir, en marge de l'État, sans pour autant être dans une logique lucrative, à l'inverse des assurances.
La Charte institue le Conseil supérieur des sociétés de secours mutuel.
Ces développements conduiront, après les modifications réglementaires de 1945, à l'adoption du Code de la mutualité en 1955.